# Juchipila
Juchipila es una localidad del estado mexicano de Zacatecas. Es cabecera del municipio de Juchipila.

## Demografía
| Censo | Población |
| ----- | --------- |
| 1900  | 2 364     |
| 1910  | 1 583     |
| 1921  | 2 900     |
| 1930  | 2 584     |
| 1940  | 2 821     |
| 1950  | 3 263     |
| 1960  | 3 459     |
| 1970  | 6 328     |
| 1980  | 7 505     |
| 1990  | 7 750     |
| 1995  | 6 886     |
| 2000  | 6 651     |
| 2005  | 5 941     |
| 2010  | 6 035     |
| 2020  | 5 836     |